# 료카
료카(일본어: 涼香 료카[*], 2월 6일 ~ )은 일본의 여성 프리랜서 일러스트레이터(원화가)이다. 료카는 자칭, 변태 신사라고 불리기를 좋아하며, 개인 취미로 공군 퍼레이드 같은 것을 좋아하는 편이다. feng사와 깊은 관계가 있으며, 2014년말에는 그녀의 성역이라는 작품의 일러스트를 맡기도 했다. 평소에는 이누가미 키라와 마친가지로.. 전격 모에왕 등에서 잡지 삽화용 일러스트를 내기도 한다.

## 게임
- 푸른 하늘에 보이는 언덕
- 노을 빛으로 물든 언덕
- 별하늘에 걸린 다리
- 그녀의 성역

## 라이트 노벨
- 101번째 괴담
- 하나X하나

## 관련 인물
- 츠루사키 타카히로
- 헤루룽
- 이즈미 츠바스
- 나츄라 루통